# Antoine Andrieux
Antoine Andrieux, né le 30 août 1916 à Bastia et mort le 10 mai 1983 à Marseille, est un homme politique français, membre du Parti socialiste.

## Biographie
Antoine Andrieux entre dans la vie politique dans les années 1930 à Marseille. Les alliés politiques d'Andrieux, connaissant son origine corse, sont des personnages politiques comme Irma Rapuzzi, qui deviendra la filleule de sa fille, Francis Leenhardt, Alex Roubert ou encore le maire et candidat à la présidentielle Gaston Defferre. En 1934, il rejoint la SFIO. Après la fin de la Seconde Guerre mondiale, il est chauffeur de taxi. Sa carrière politique débute en 1953 avec un passage à la mairie de Marseille. En 1965, il devient directeur du port autonome de Marseille. Après avoir tenté en 1971 d'obtenir un siège au Sénat dans les Bouches-du-Rhône, il est élu sénateur en 1974 en remplacement de Roger Delagnes. En 1980, il est réélu. Après une opération du cerveau en 1981, il est considérablement affaibli et meurt en 1983. Son successeur est également un homme politique d'origine corse, Bastien Leccia.
Il est le père de la députée Sylvie Andrieux.

## Détail des fonctions et des mandats
Mandat parlementaire
- 1er janvier 1974 - 28 septembre 1980 : sénateur des Bouches-du-Rhône